# Ron Preston
Ron Preston, właśc. Ronald Nunan Preston (ur. 15 lipca 1958 w Newport Beach) – amerykański żużlowiec.

## Życiorys
W 1979 r. zdobył w Leningradzie złoty medal indywidualnych mistrzostw świata juniorów, natomiast w 1980 r. we Wrocławiu – srebrny medal drużynowych mistrzostw świata. Na brytyjskich torach w latach 1979–1981 startował w barwach klubu Poole Pirates, a w 1982 r. reprezentował klub Eastbourne Eagles.

## Przynależność klubowa
Wielka Brytania
- Poole Pirates (1979–1981)
- Eastbourne Eagles (1982)